# Sara Rubinstein-Korzonkowska
Sara Rubinstein-Korzonkowska (ur. 5 października 1978 we Lwowie) – polska dramaturg, malarka, pisarka i reżyser żydowskiego pochodzenia.

## Życiorys
Sara Rubinstein urodziła się we Lwowie w rodzinie żydowskiej. Ukończyła prawo i filologię polską na Uniwersytecie Warszawskim, a także studiowała na warszawskiej Akademii Sztuk Pięknych.
Jest założycielką teatru Ojfen Wejg. Publikowała teksty w pismach: "Pogranicza", "Tygiel kultury", "Fraza". Jest autorką kilkunastu sztuk, m.in. Prince and Callas, Spowiedź chuligana, Biogram Boga, Ziema spala się jak świeczka. Jako malarka wystawiała swoje prace podczas licznych wernisaży, m.in. w Łazienkach Królewskich w Warszawie i Synagodze pod Białym Bocianem we Wrocławiu.
Sara Rubinstein-Korzonkowska jest żoną Krzysztofa Korzonkowskiego, matką Rachel Ryfki i Lei Szejny (2011–2012).